# Place du Général-de-Gaulle (Nancy)
Pour les articles homonymes, voir Charles de Gaulle (homonymie).
La place du Général-de-Gaulle, parfois nommée hémicycle Charles de Gaulle, est une place de la commune de Nancy, dans le département de Meurthe-et-Moselle, en région Lorraine Grand Est, classée au patrimoine mondial de l'UNESCO.

## Situation et accès

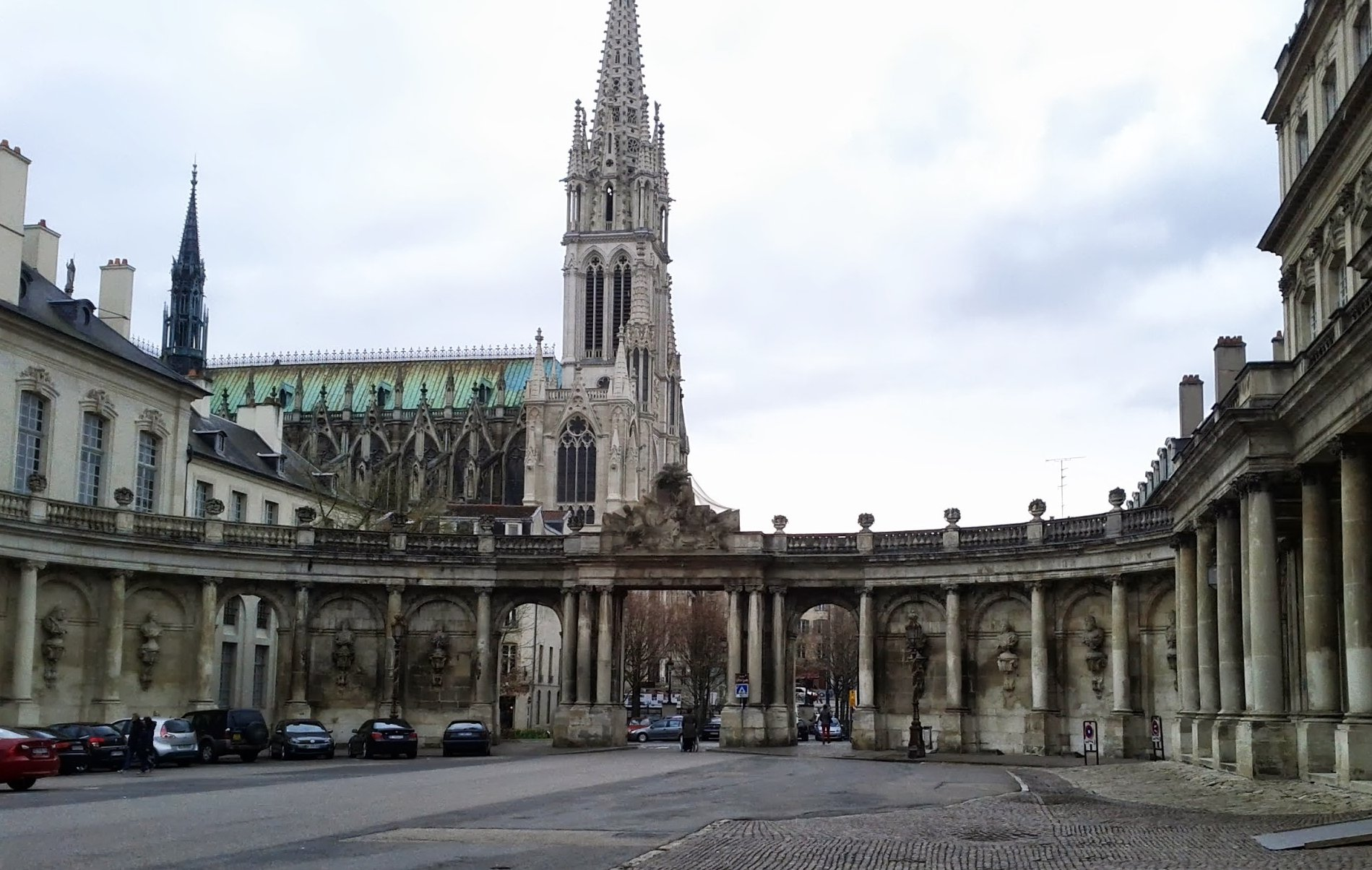
Porte et colonnade vers la place Malval et la basilique st-Epvre.

L'hémicycle est une place du quartier de la ville-vieille de Nancy qui ferme la place de la Carrière et va du parc de la Pépinière à l'est jusqu'à la place Joseph-Malval à l'ouest. Une porte mène à la rue des Écuries située entre la Pépinière et la place de la Carrière.

## Origine du nom
La place porte le nom du Général de Gaulle, chef de la France libre en 1940 et premier président de la Ve République. Il séjourne à Nancy le 25 septembre 1944 après la libération de la ville et une seconde fois entre le 30 juin et le 1er juillet 1961.

## Historique
Au Moyen Age, la collégiale Saint-Georges, avec sa façade sur la Grande-Rue, occupe l'emplacement actuel de la place et joue un rôle important dans l'histoire de la ville. Les jardins du palais Ducal primitif se trouvent alors derrière la collégiale.
À la création de la Carrière au XVIe siècle, une petite rue, le long de la collégiale, permet de la rejoindre. Au XVIIIe siècle, sous le règne de Léopold Ier de Lorraine la destruction de la collégiale alimente un projet de reconstruction du palais Nouveau Louvre qui n'aboutit pas.
Stanislas Leszczynski décide en 1742 de réunir la ville-vieille à la ville-neuve en réutilisant la Carrière, la porte Royale, et une vaste esplanade qui deviendra la place Stanislas. Au nord, sur les ruines inachevées du nouveau Louvre, est édifié le Palais de l'Intendance (actuel Palais du Gouvernement) entouré d'une large colonnade en hémicycle imaginée par Emmanuel Héré. Elle est ornée de statues et bustes de dieux de l'Olympe. Ces 22 dieux, déesses et héros de la mythologie sont tous différents. Neptune, dieu de la mer, est représenté avec un trident, le dieu du feu Vulcain avec son marteau et une enclume, Pluton, dieu des Enfers, avec des clefs, une couronne et une flamme, Minerve, déesse de la guerre, est armée d’un bouclier et d’une lance, pendant que Bacchus, fidèle à sa réputation de dieu de la vigne, est associé à des grappes de raisin.
Détruit pendant la Révolution, l’ensemble sculptural est restitué au cours de la première moitié du XIXe siècle.
Les anciens noms connus sont Petite Carrière, place Philopoemen à la Révolution ou petite place de République. La place est dénommée place du Général-de-Gaulle en 1970. Elle est parfois appelée hémicycle du Général de Gaulle ou hémicycle Charles de Gaulle.
La Ville de Nancy a programmé la restauration de l'hémicycle en 2019,.

## Bâtiments remarquables et lieux de mémoire
Le Palais du Gouvernement a été classé au titre des  monuments historiques par arrêté du 27 décembre 1923, classement complété par l'arrêté du 21 décembre 2005.
Depuis 1983, le Palais du Gouvernement et la place du Général-de-Gaulle avec l'ensemble de la place de la Carrière font partie du patrimoine mondial de l'UNESCO.

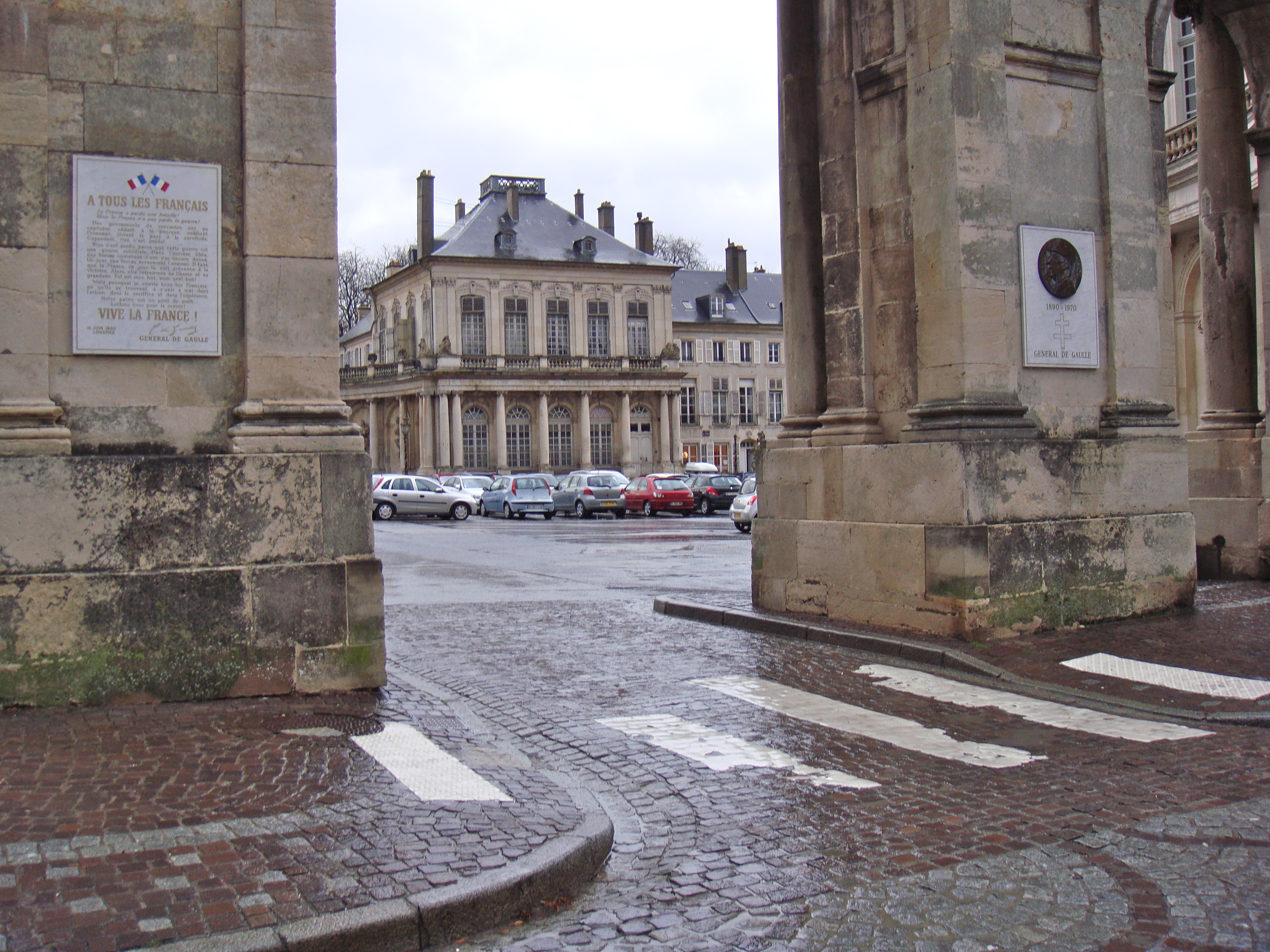
Entrée depuis la place Joseph-Malval
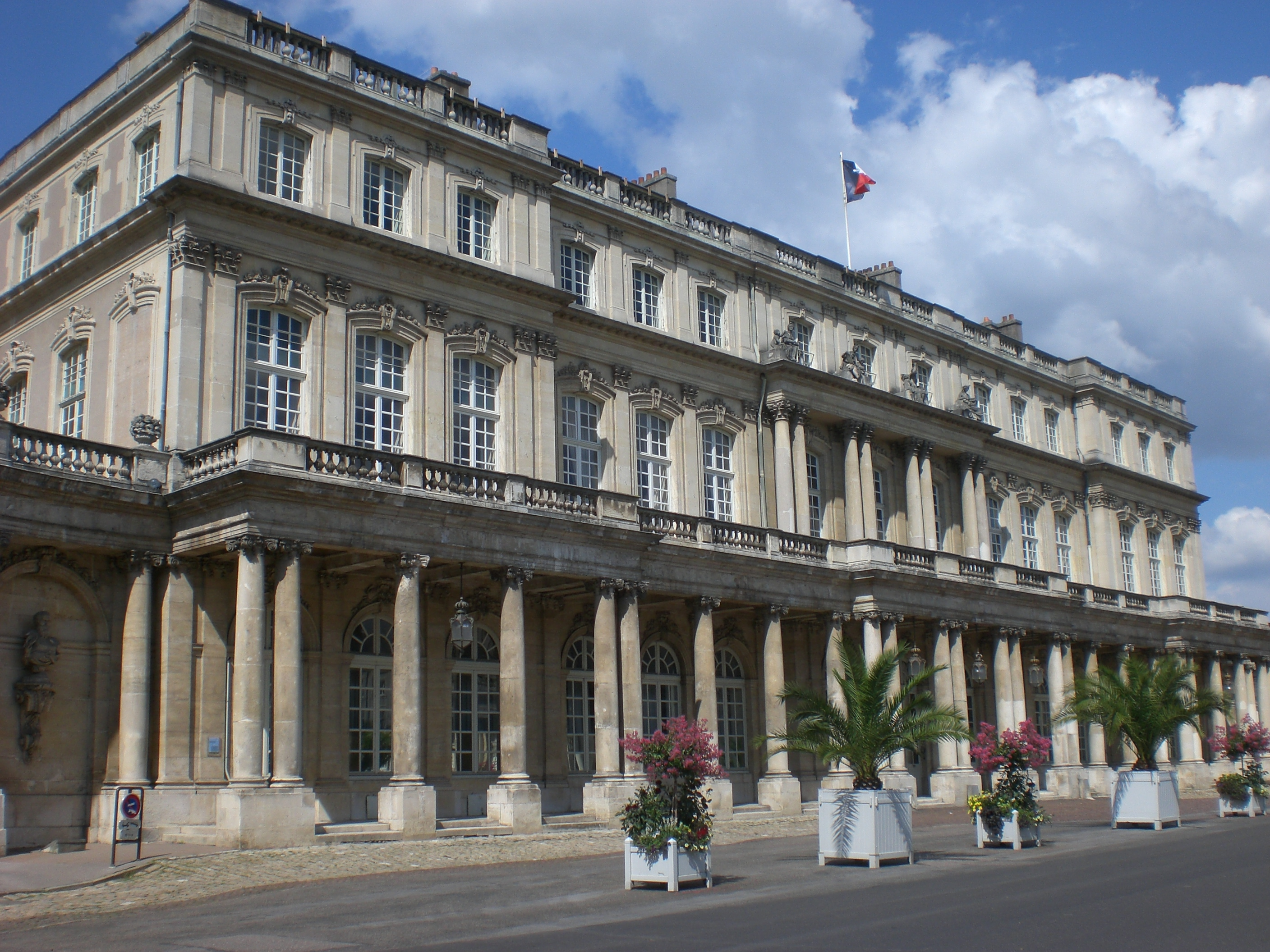
Palais du gouvernement de Nancy
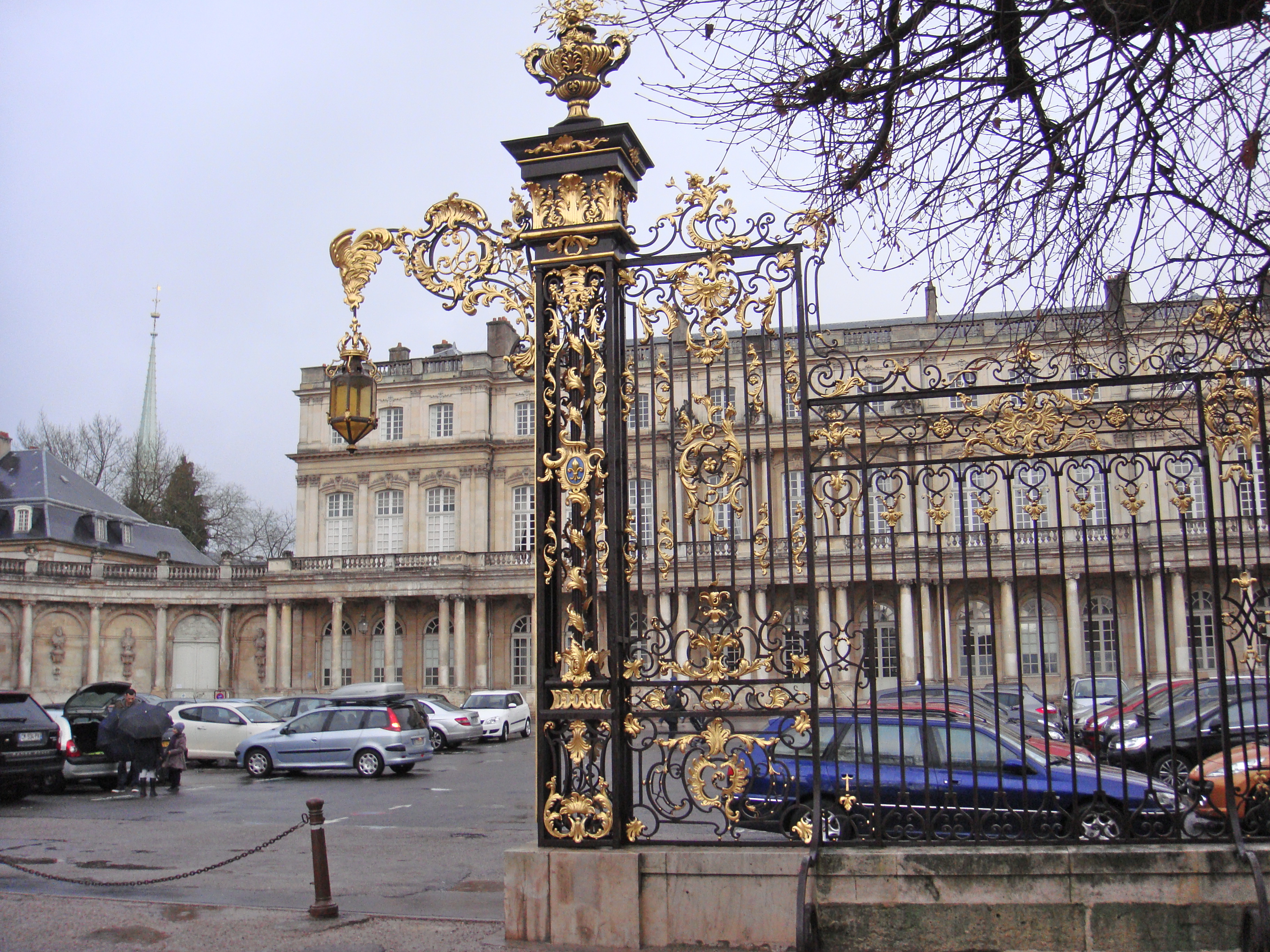
L'hémicycle vu de la place de la Carrière
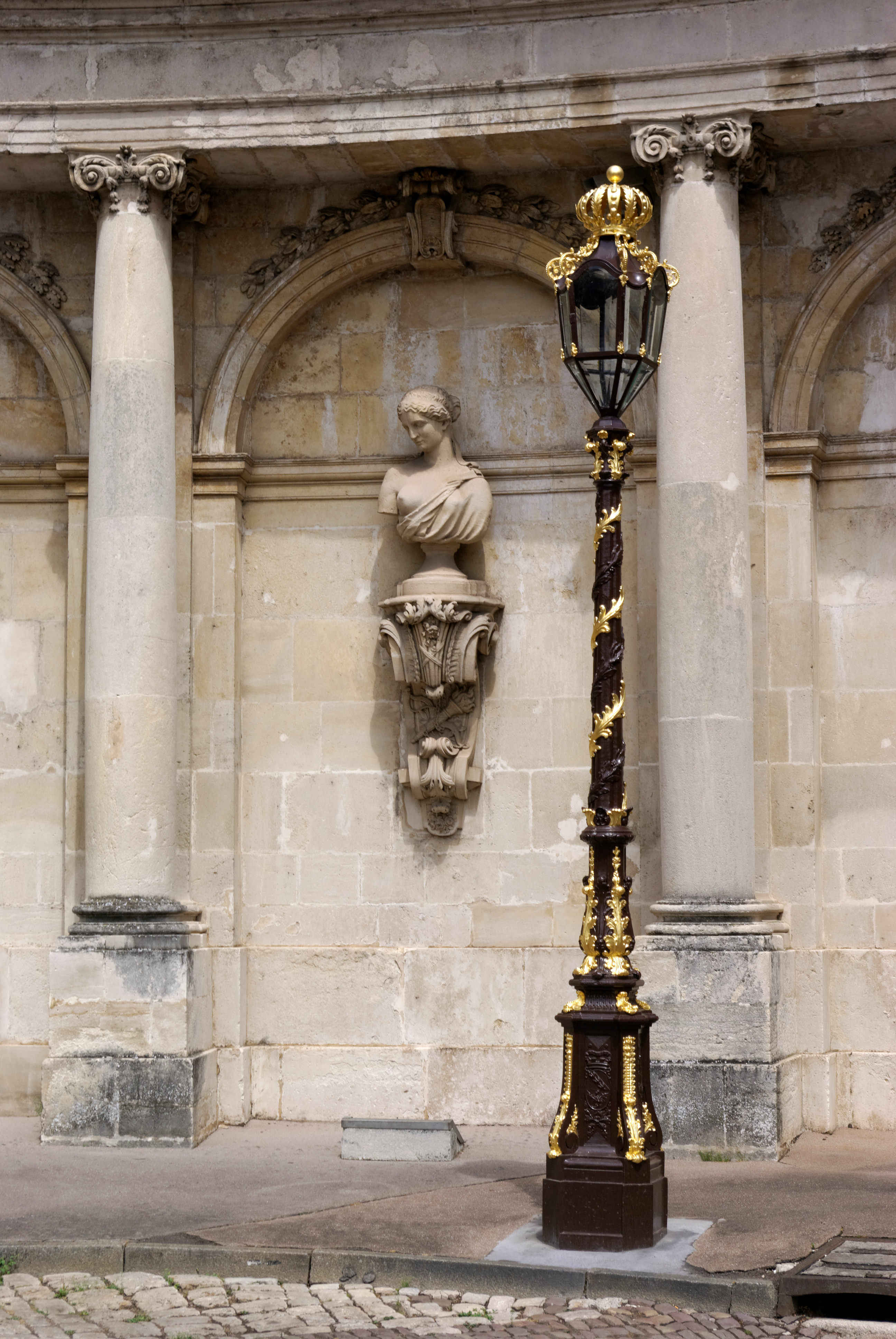
Buste du péristyle est
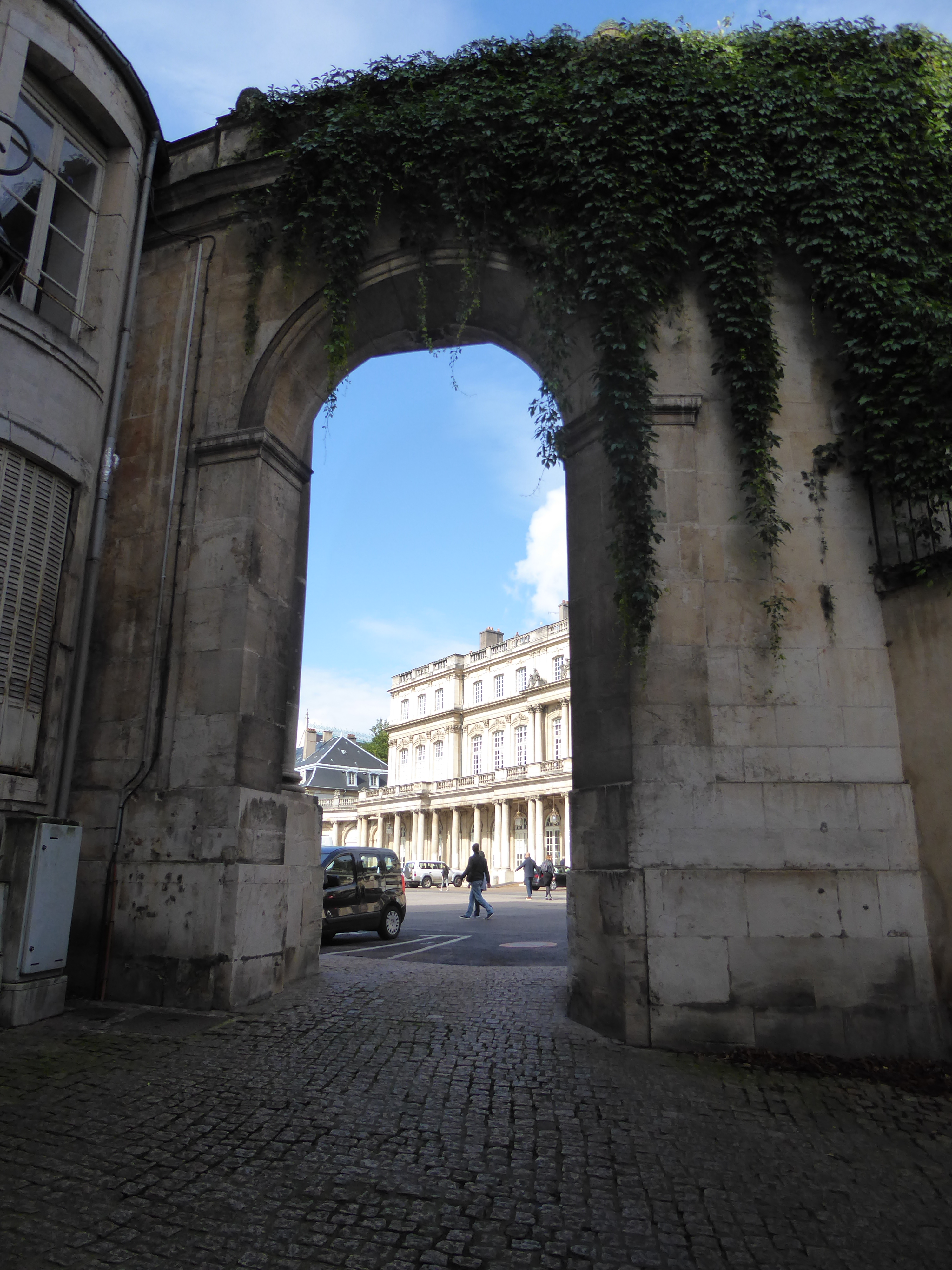
Rue des Écuries